# Levrasjön
Levrasjön är en sjö i Bromölla kommun i Skåne belägen strax öster om Ivösjön. och ingår i Skräbeåns huvudavrinningsområde. Sjön är 18,5 meter djup, har en yta på 2,61 kvadratkilometer och befinner sig 7 meter över havet. Sjön avvattnas av vattendraget Allarpsbäcken. Vid provfiske har bland annat abborre, braxen, gers och gädda fångats i sjön.
Levrasjön är ett Natura 2000-område och är en ganska djup sjö med lång omsättningstid på vattnet. Den är även kalkrik och är en viktig rastlokal för sjöfåglar. Sjön är Sveriges artrikaste kransalgssjö (nio arter) och har ganska artrik flytblads- och undervattensvegetation.
Levrasjön omges av omväxlande strandskogar samt betes- och odlingsmarker med ett större skogsområde norr om sjön. Själva sjön har en unik limnologi med flera sällsynta och särpräglade lägre organismer. Betesmarkerna mellan Levrasjön och Ivösjön kring Allarp är välbevarade med olika vegetationstyper. Här finns både slåtter- och betesindikerande arter som hartmansstarr, kärrknipprot, majviva, svinrot, krussilja, brudsporre, honungsblomster och rosettjungfrulin. Flera av gårdarna i Allarp är välbevarade och representerar ett äldre traditionellt byggnadsskick. Norr om Levrasjön ligger ett större skogsområde kring Barnakälla som domineras av bok med inslag av ek, al och ask. Skogsområdet är strövvänligt och hyser en hel del intressanta arter knutna till äldre träd.
Levrasjön används för vattenskidåkning.

## Delavrinningsområde
Levrasjön ingår i delavrinningsområde (622054-141892) som SMHI kallar för Utloppet av Levrasjön. Medelhöjden är 22 meter över havet och ytan är 10,44 kvadratkilometer. Det finns inga avrinningsområden uppströms utan avrinningsområdet är högsta punkten. Allarpsbäcken som avvattnar avrinningsområdet har biflödesordning 2, vilket innebär att vattnet flödar genom totalt 2 vattendrag innan det når havet efter 14 kilometer. Avrinningsområdet består mestadels av skog (28 %), öppen mark (14 %) och jordbruk (30 %). Avrinningsområdet har 2,6 kvadratkilometer vattenytor vilket ger det en sjöprocent på 24,9 %. Bebyggelsen i området täcker en yta av 0,29 kvadratkilometer eller 3 % av avrinningsområdet.

## Fisk
Vid provfiske har följande fisk fångats i sjön:
- Abborre
- Braxen
- Gärs
- Gädda
- Löja
- Mört
- Sarv
- Sutare